# Zadomka

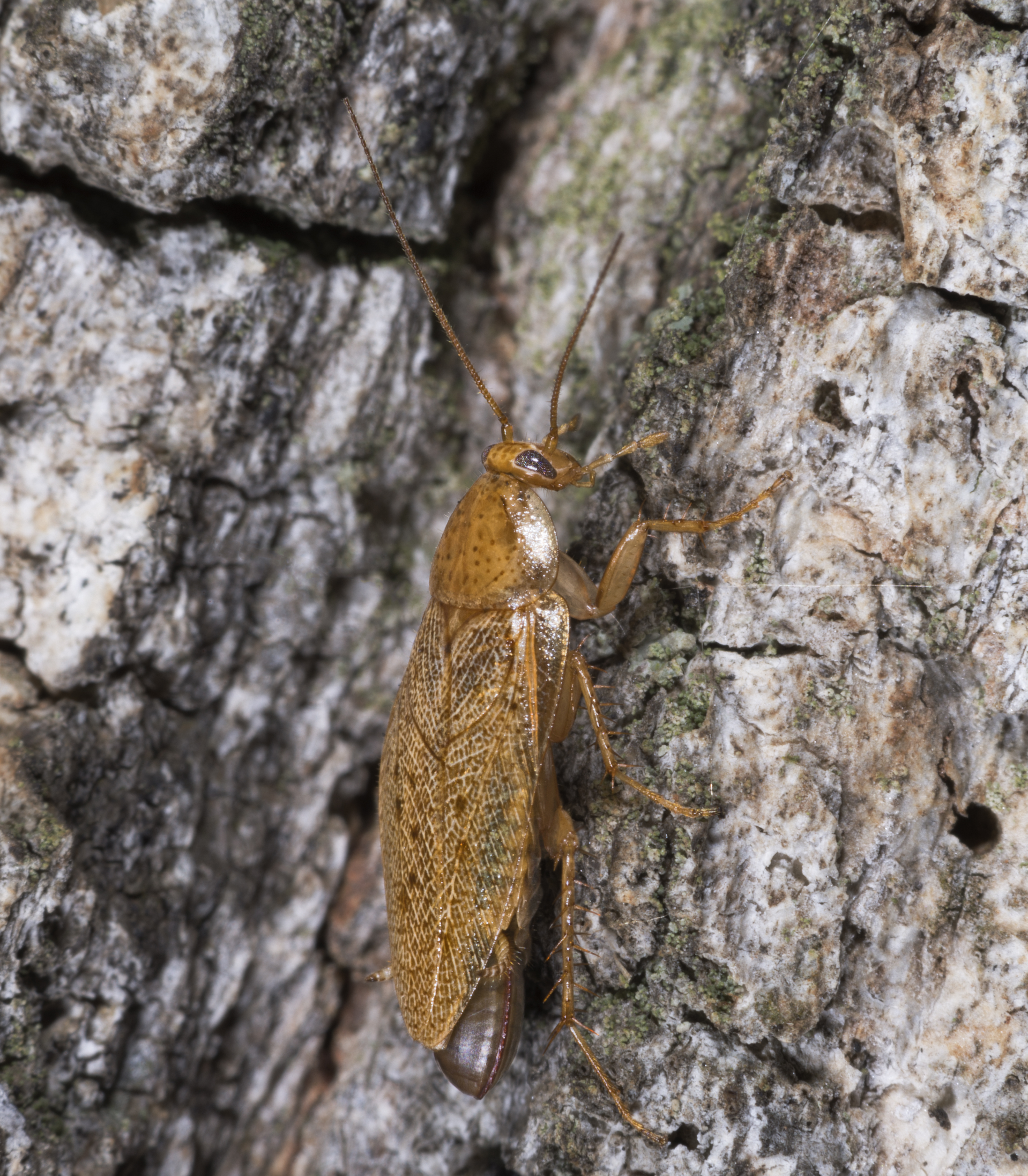
Ectobius pallidus

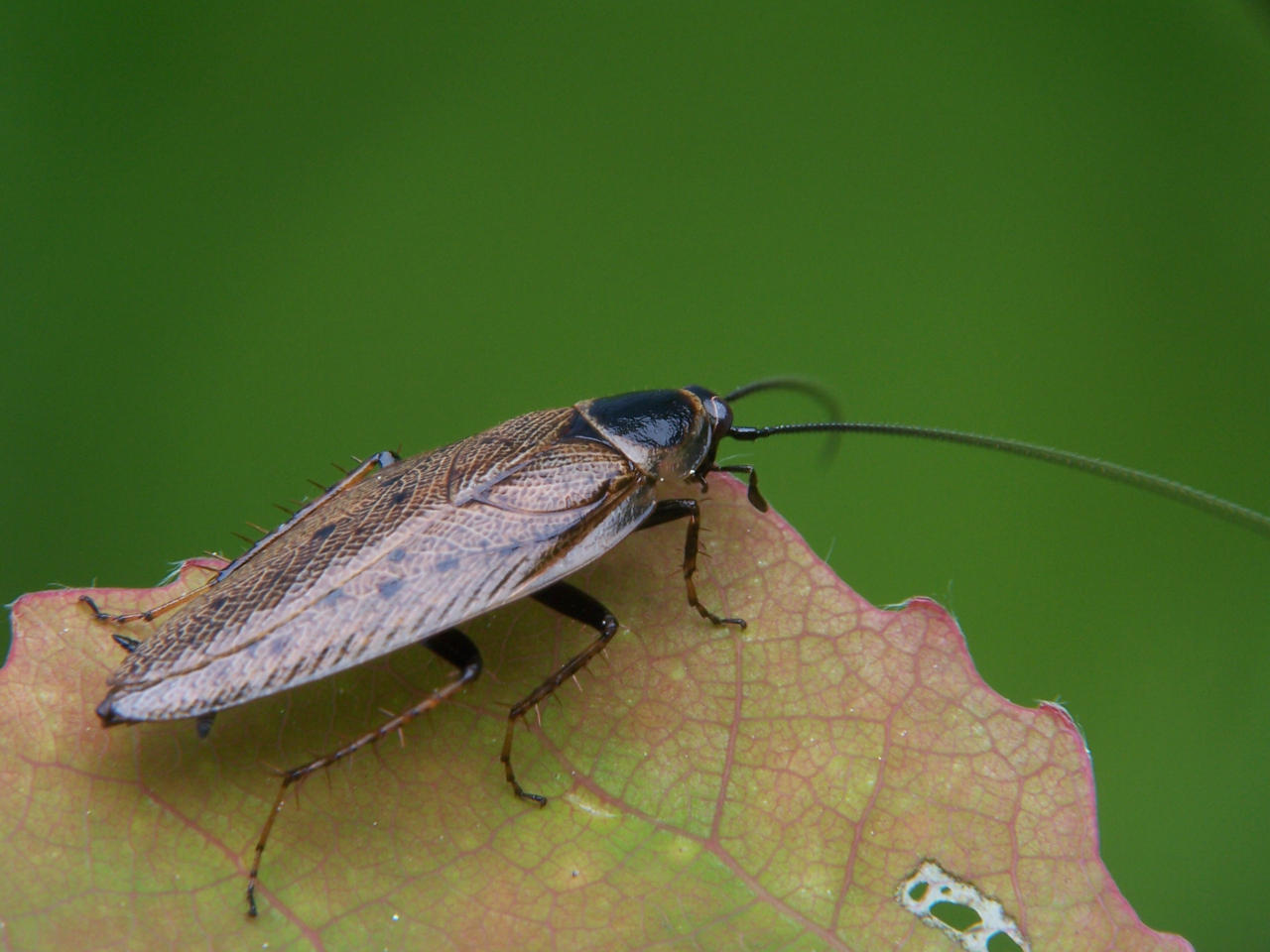
zadomka polna

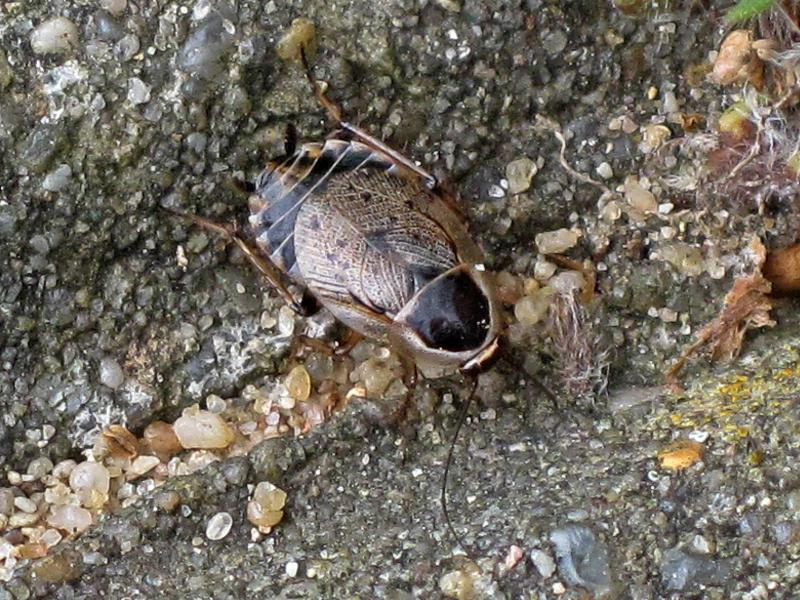
Samica zadomki leśnej

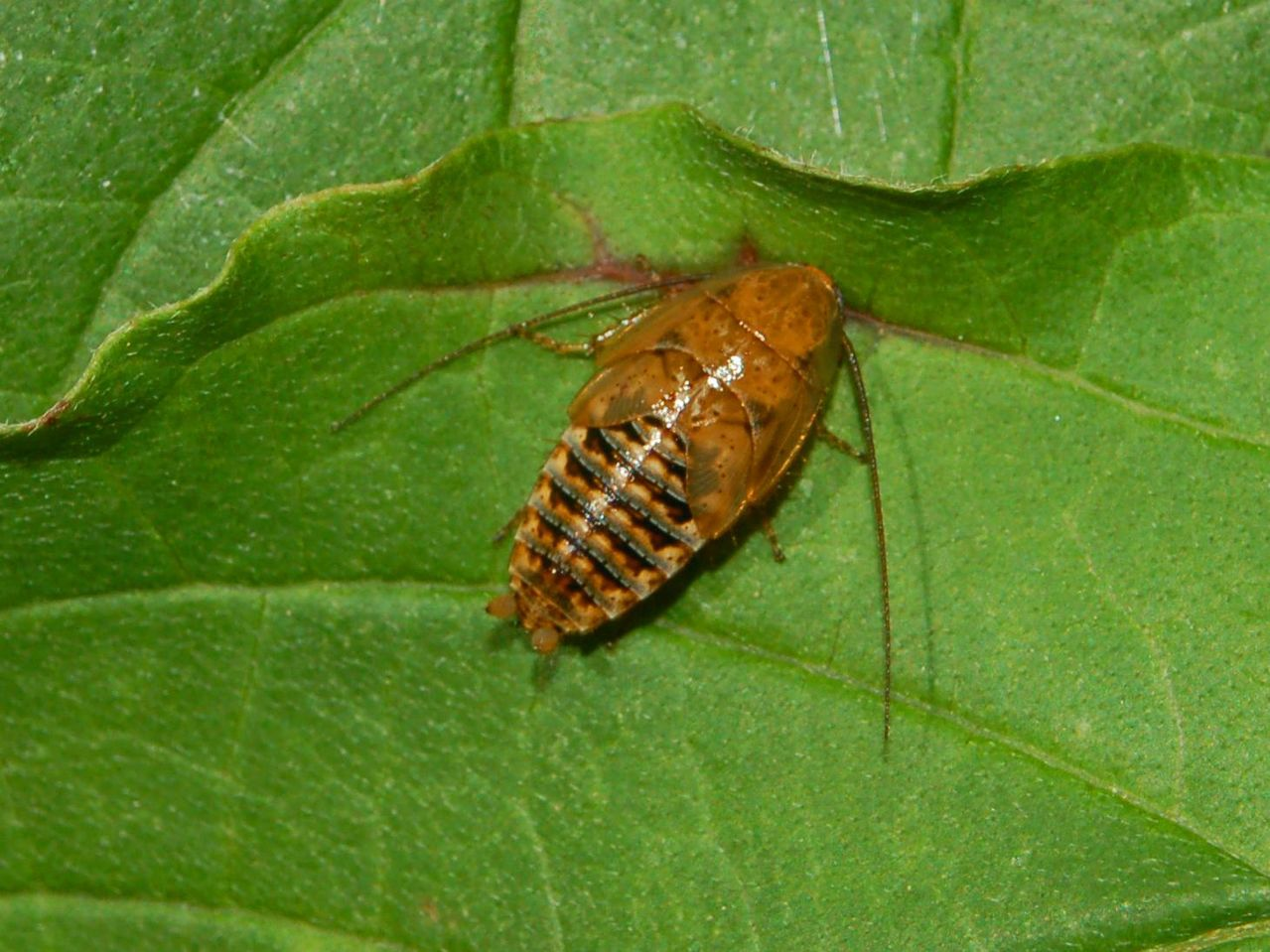
Nieoznaczony przedstawiciel rodzaju Ectobius

Zadomka (Ectobius) – rodzaj karaczanów z rodziny zadomkowatych i podrodziny Ectobiinae.

## Morfologia
Małe karaczany o smukłym ciele i szczeciniastych, znacznie dłuższych niż połowa ciała czułkach. Pokrywy skórzaste o wyraźnym użyłkowaniu. U samców dłuższe niż odwłok, a u samic często skrócone, a nawet łuskowate. Skrzydła tylne, gdy obecne, z wyraźnym trójkątem wtrąconym. Uda o zewnętrznej, dolnej krawędzi opatrzonej dwoma kolcami. Stopy o pazurkach nierównych, a przylgach dużych. Zewnętrzny pazurek krótszy lub równy długości przylgi. Samiec posiada na VII tergicie dołek gruczołowy, mający duże znaczenie przy oznaczaniu gatunków. Jego płytka subgenitalna jest asymetryczna i wyposażona w pojedynczy stylik. Samice mają płytkę subgenitalną pozbawioną trójkątnych płatów.

## Ekologia
Większość gatunków zasiedla lasy, gdzie występuje na drzewach, krzewach i w ściółce, a tylko nieliczne są stepowe.

## Rozprzestrzenienie
Zadomki występują w Palearktyce, krainie etiopskiej i na subkontynencie indyjskim. Podawane są także ze Stanów Zjednoczonych.
W Polsce potwierdzono występowanie pięciu gatunków: zadomki polnej, zadomki leśnej, Ectobius erythronotus, Ectobius lucidus i Ectobius duskei.

## Taksonomia
Rodzaj opisany został w 1835 roku przez Jamesa Francisa Stephensa.
Należy tu 68 gatunków zgrupowanych w 2 podrodzaje:
- podrodzaj: Ectobius (Ectobiola) Uvarov, 1940
  - Ectobius duskei Adelung, 1906

- podrodzaj: Ectobius (Ectobius) Stephens, 1835

- - Ectobius aeoliensis Failla et Messina, 1974
  - Ectobius aethiopicus (Shelford, 1910)
  - Ectobius aetnaeus Ramme, 1927
  - Ectobius africanus Saussure, 1899
  - Ectobius albicinctus (Brunner von Wattenwyl, 1861)
  - Ectobius alleni Rehn, 1931
  - Ectobius baccettii Failla et Messina, 1979
  - Ectobius balcani Ramme, 1923
  - Ectobius brunneri Seoane, 1879
  - Ectobius burri Adelung, 1917
  - Ectobius corsorum Ramme, 1923
  - Ectobius darbandae Rehn, 1931
  - Ectobius delicatulus Bei-Bienko, 1950
  - Ectobius eckerleini Harz, 1977
  - Ectobius erythronotus Burr, 1898
  - Ectobius filicensis Failla et Messina, 1974
  - Ectobius frieseanus Princis, 1963
  - Ectobius heteropterus Bei-Bienko, 1963
  - Ectobius ichnusae Failla et Messina, 1982
  - Ectobius indicus Bei-Bienko, 1938
  - Ectobius intermedius Failla et Messina, 1981
  - Ectobius involutus Rehn, 1931
  - Ectobius jarringi (Hanitsch, 1938)
  - Ectobius kervillei Bolívar, 1907
  - Ectobius kikensis Rehn, 1931
  - Ectobius kikuyuensis Rehn, 1931
  - Ectobius kirgizius Bei-Bienko, 1936
  - Ectobius kraussianus Ramme, 1923
  - Ectobius lagrecai Failla et Messina, 1981
  - Ectobius lapponicus (Linnaeus, 1758)
  - Ectobius larus Rehn, 1931
  - Ectobius leptus Rehn, 1931
  - Ectobius lineolatus (Rehn, 1922)
  - Ectobius lodosi Harz, 1983
  - Ectobius lucidus (Hagenbach, 1822)
  - Ectobius makalaka Rehn, 1931
  - Ectobius minutus Failla et Messina, 1978
  - Ectobius montanus Costa, 1866
  - Ectobius neavei Shelford, 1911
  - Ectobius nuba Rehn, 1931
  - Ectobius pallidus (Olivier, 1789)
  - Ectobius palpalis Chopard, 1958
  - Ectobius parvosacculatus Failla et Messina, 1974
  - Ectobius pavlovskii Bei-Bienko, 1936
  - Ectobius punctatissimus Ramme, 1922
  - Ectobius pusillus Bei-Bienko, 1967
  - Ectobius pyrenaicus Bohn, 1989
  - Ectobius rammei Rehn, 1926
  - Ectobius sardous Baccetti, 1991
  - Ectobius scabriculus Failla et Messina, 1976
  - Ectobius semenovi Bei-Bienko, 1935
  - Ectobius siculus Ramme, 1949
  - Ectobius sjoestedti (Shelford, 1910)
  - Ectobius stanleyanus Rehn, 1931
  - Ectobius subvitreus Bei-Bienko, 1936
  - Ectobius supramontes Bohn, 2004
  - Ectobius sylvestris (Poda, 1761)
  - Ectobius tadzhikus Bei-Bienko, 1935
  - Ectobius textilis Rehn, 1931
  - Ectobius ticinus Bohn, 2004
  - Ectobius togoensis Ramme, 1923
  - Ectobius tuscus Galvagni, 1978
  - Ectobius tyrrhenicus Failla et Messina, 1973
  - Ectobius usticaensis Failla et Messina, 1974
  - Ectobius vittiventris (Costa, 1847)
  - Ectobius willemsei Failla et Messina, 1980

- podrodzaj: niesklasyfikowano
  - Ectobius hipposiderus Bohn, 2013